# アリックス・ド・ブルゴーニュ (1146-1209)

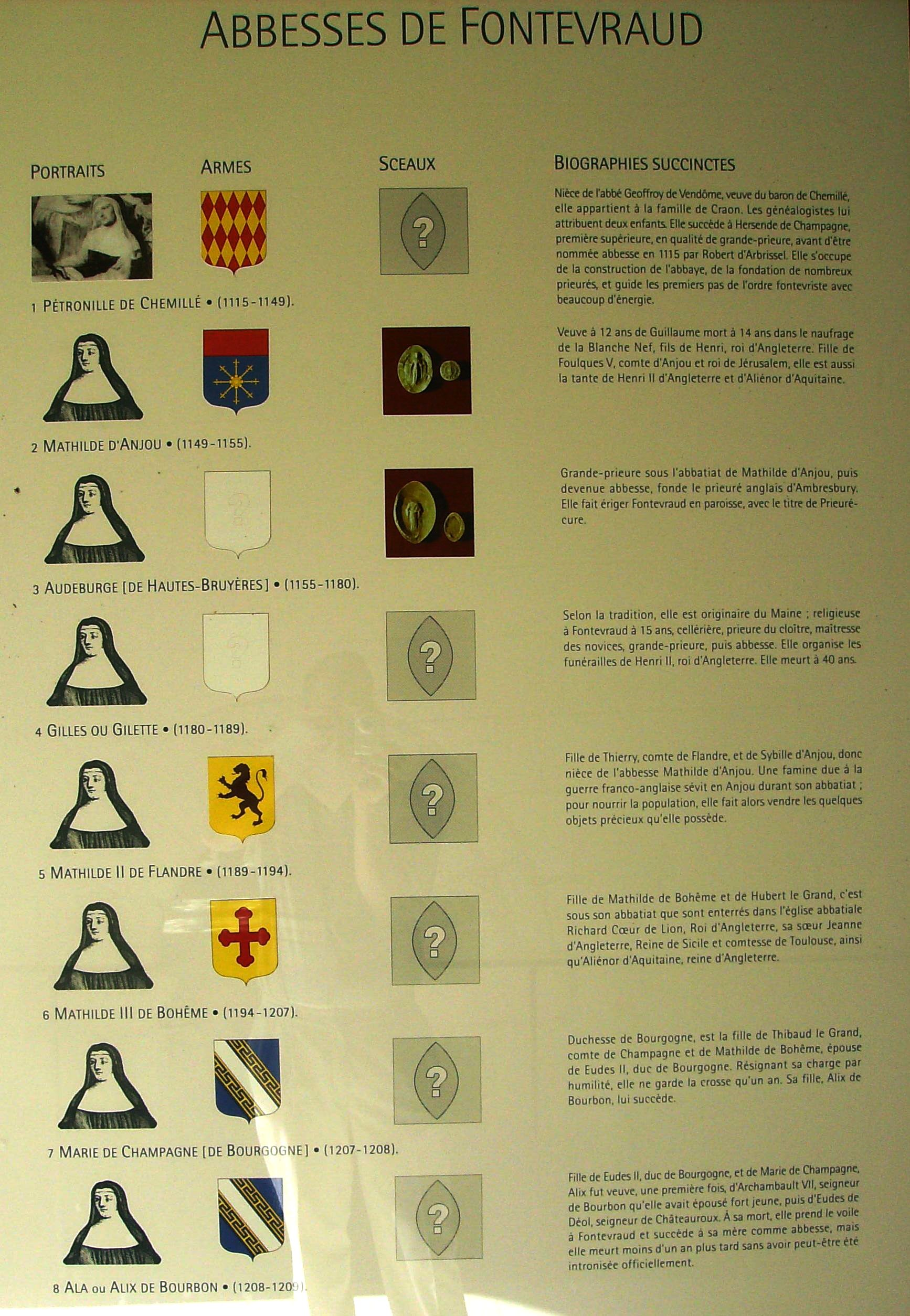
フォントヴロー修道院に掲げられている歴代女子修道院長の一覧。一番下がアリックス。

アリックス・ド・ブルゴーニュ（フランス語：Alix de Bourgogne, 1146年 - 1209年）は、ブルボン領の継承者アルシャンボー・ド・ブルボンの妃。のち、フォントヴロー修道院の女子修道院長となった。ブルゴーニュ公ウード2世とマリー・ド・ブロワの娘。

## 生涯
1164年、アリックスはブルボン領主アルシャンボー7世の息子アルシャンボーと結婚した。しかし夫は1169年に父に先立って死去し、アルシャンボー7世の死後にブルボン領は2人の間の一人娘マティルドが継承することとなった。
アリックスは娘マティルドとともに弟ユーグ3世の庇護下に置かれ、ユーグ3世は姪マティルドを自身の臣下のひとりであるサラン領主ゴーシェ4世・ド・マコンと結婚させた。
アリックスは1171年ごろに、デオル領主エッベ2世とドニーズ・ダンボワーズの息子シャトーメイヤン領主ウード・ド・デオルと再婚した。
1196年、娘マティルドがギー2世・ド・ダンピエールと再婚した後に、アリックスは母マリー・ド・ブロワがすでに住んでいたフォントヴロー修道院に隠棲し、後にフォントヴロー女子修道院長に任命された。しかし修道院長に任命されてから1年も経たないうちに、正式に就任することなくアリックスは死去した。

## 結婚と子女
1164年、ブルボン領主アルシャンボー7世とアニェス・ド・サヴォワの息子アルシャンボー（1169年没）と結婚したが、2人の間には1女が生まれた。
- マティルド（1165/9年 - 1228年） - ブルボン女領主。最初にサラン領主ゴーシェ4世・ド・マコンと結婚し1女をもうけ[1]、次にギー2世・ド・ダンピエールと再婚し7人の子供をもうけた。

アルシャンボーの死後、1171年ごろにデオル領主エッベ2世とドニーズ・ダンボワーズの息子シャトーメイヤン領主ウード・ド・デオルと再婚したが、この結婚で子供は生まれなかった。